# Reformierte Kirche Gais AR

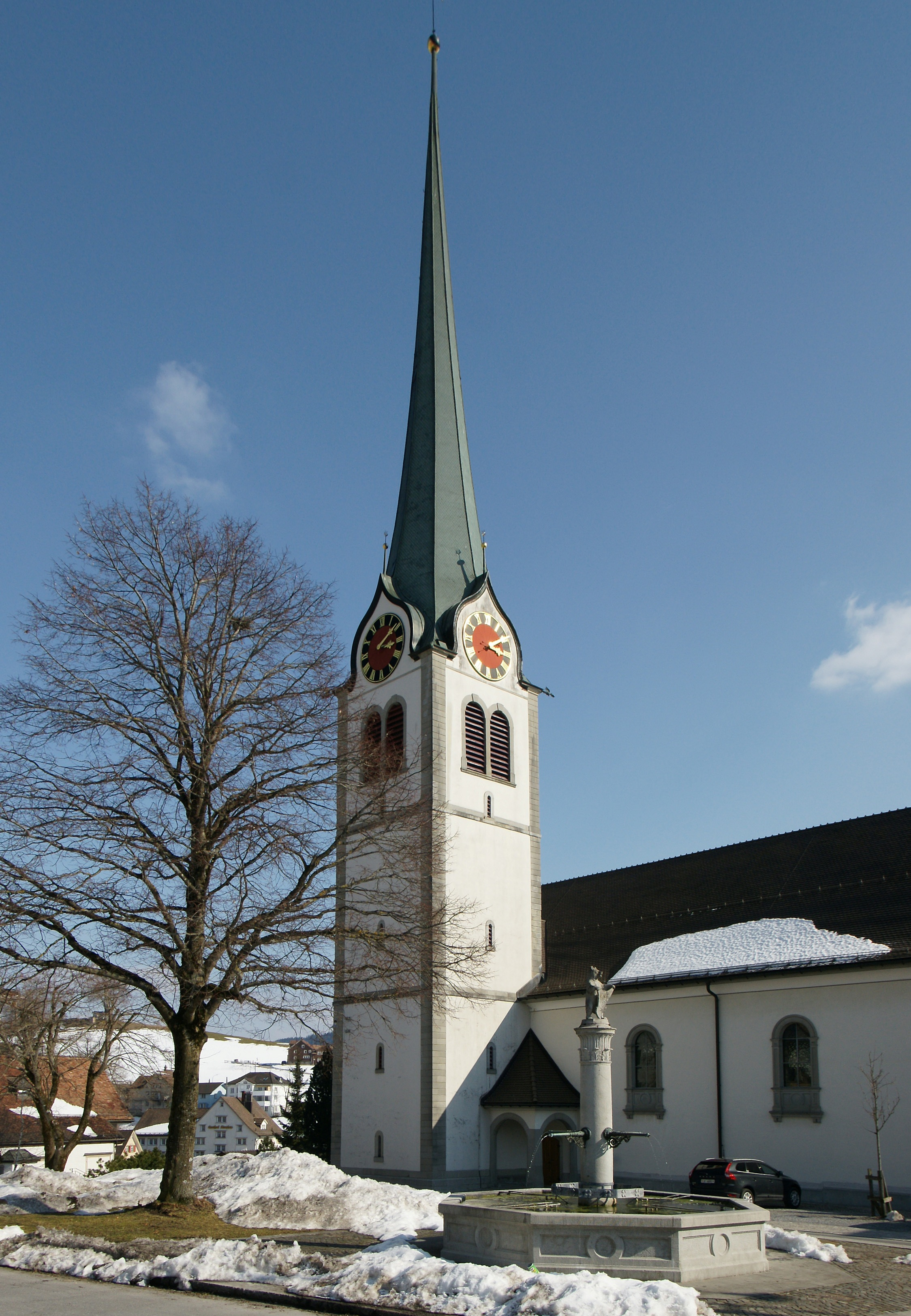
Aussenansicht

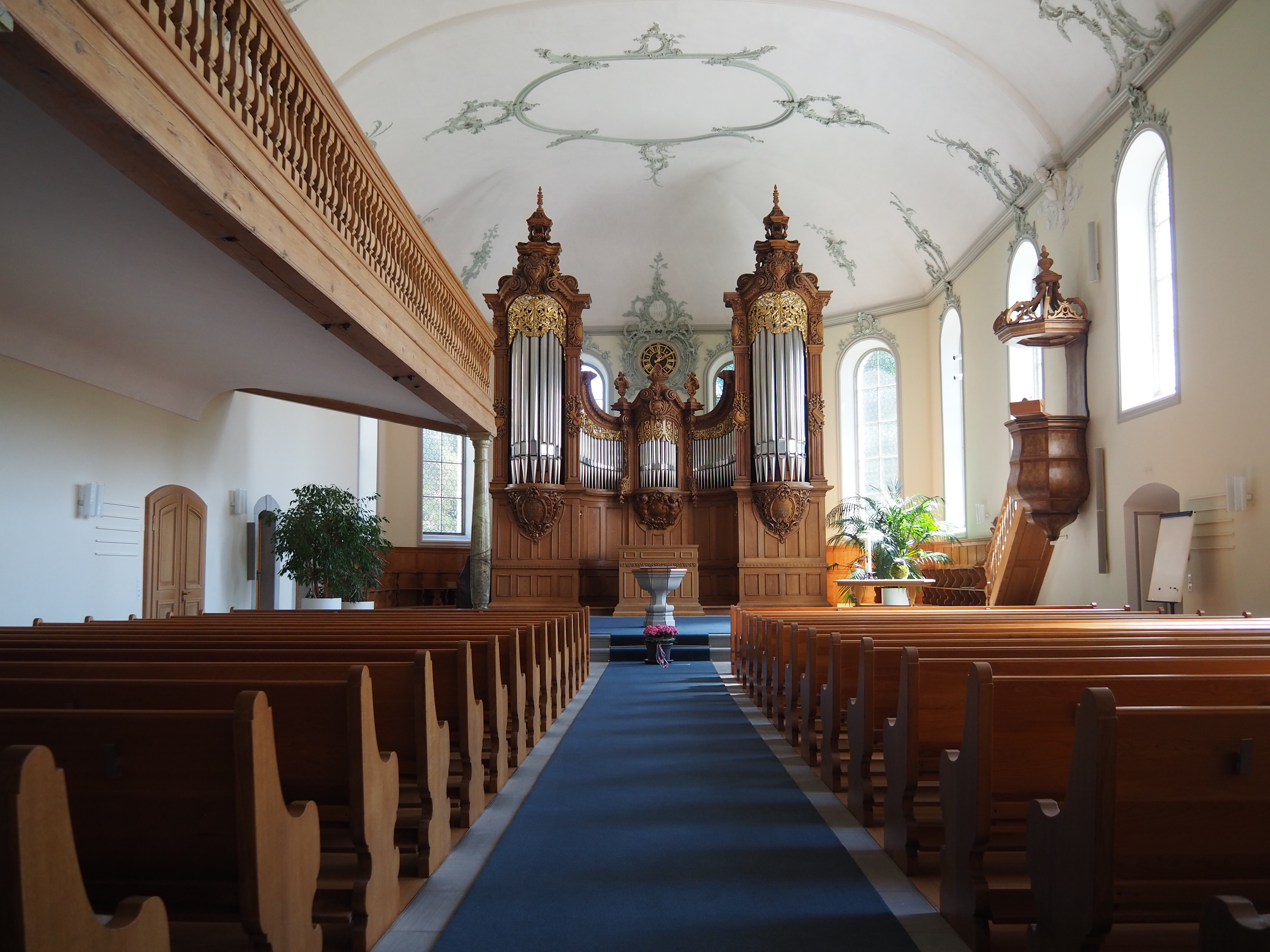
Innenraum Richtung Osten

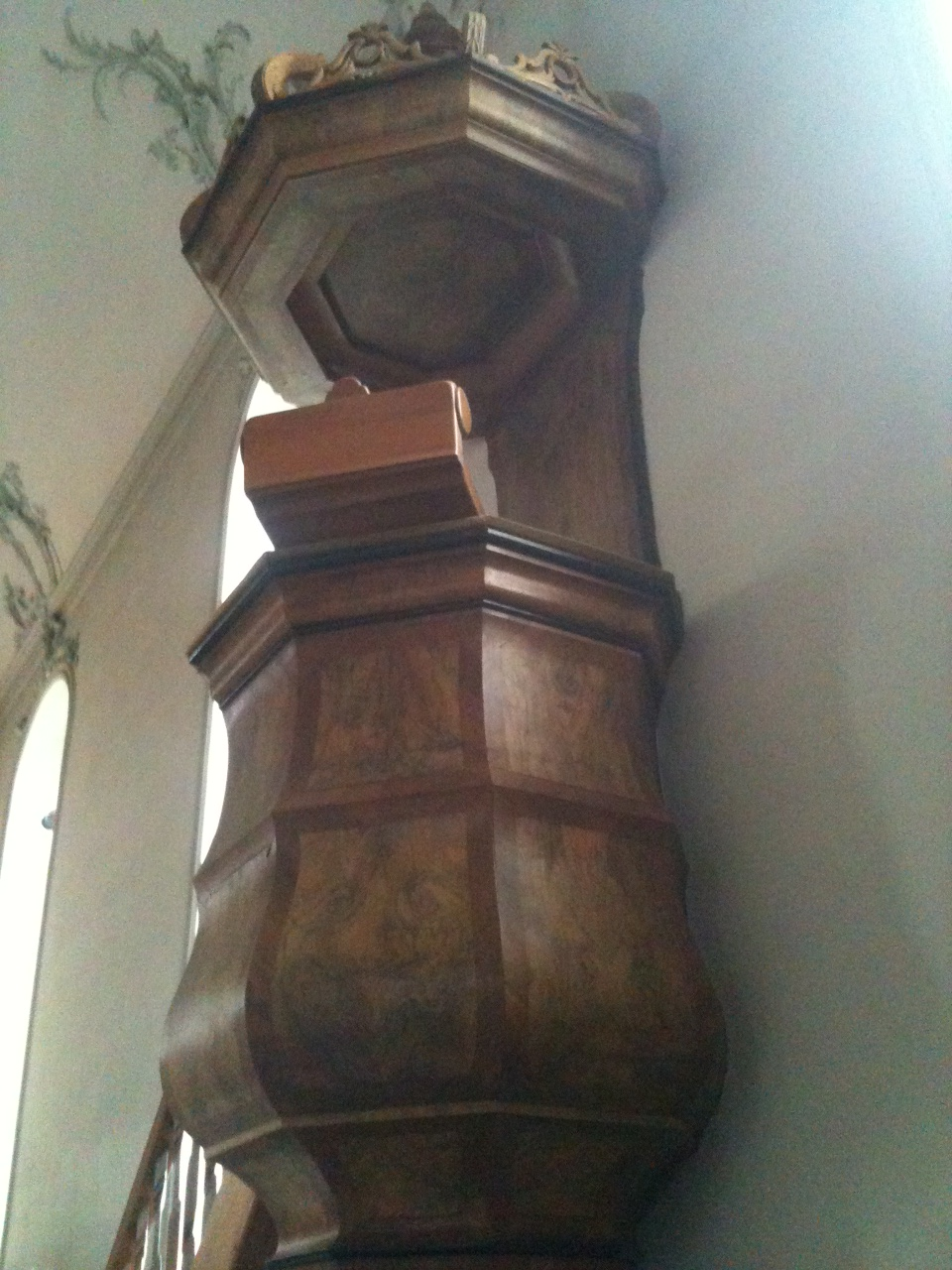
Kanzel von 1782

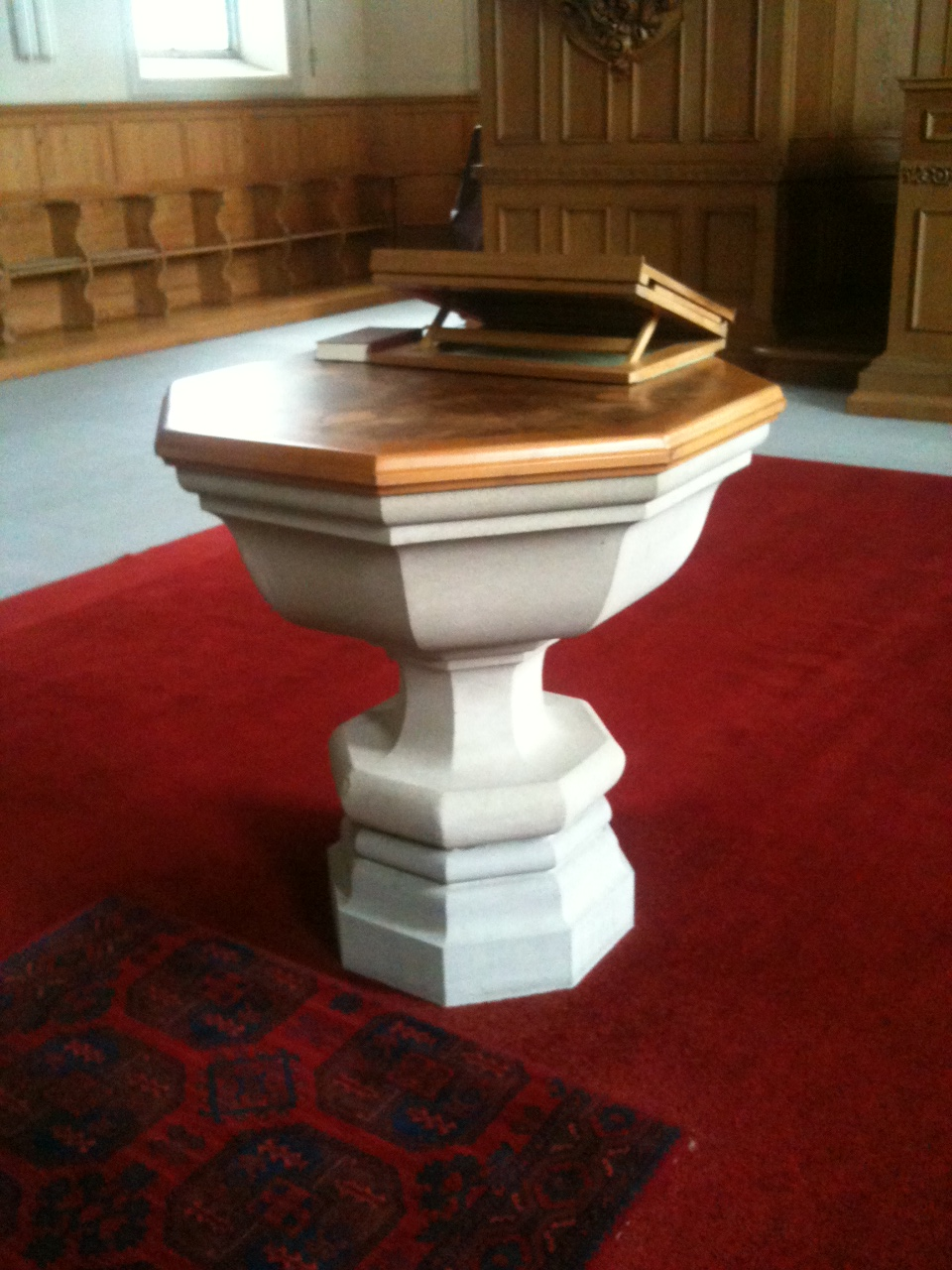
Taufstein

Die Reformierte Kirche Gais ist ein evangelisch-reformiertes Gotteshaus am Dorfplatz in Gais im Schweizer Kanton Appenzell Ausserrhoden. Die Kirche wird geführt in der Liste der Kulturgüter von nationaler Bedeutung im Kanton Appenzell Ausserrhoden.

## Geschichte

### Vorgeschichte des heutigen Baus
Die ältesten Appenzeller Pfarreien sind diejenigen in Herisau und Appenzell, danach kommen die von Hundwil und Gais. Im Jahr 1333 ist in Gais eine Tochterkirche von St. Laurenzius in St. Gallen belegt. Das Ende der Appenzellerkriege (1401–1429) brachte zahlreiche neue Glieder der Kirchhöri, so dass die bisherige Kirche zu klein wurde und ungefähr 1460 einem Neubau weichen musste. Gais nahm 1525 die Reformation an. 1685 wurde der zweite Kirchenbau erweitert, 1753 erfolgte eine Renovation durch Hans Ulrich Grubenmann.

### Neubau
Der grosse Dorfbrand vom 18. September 1780 zerstörte die alte Kirche fast vollständig.
Im August 1782 wurde der heutige Bau fertiggestellt werden. Bei diesem wurden die Steine des zerstörten alten, abgerissenen Turms als Fundament für den neuen Turm wiederverwendet. Baumeister war Hans Ulrich Haltiner aus Altstätten.

## Ausstattung
Die hölzerne Bauchkanzel mit kunstvoll geschnitztem Schalldeckel zeigt spätbarocken Stil und stammt vom Kunstschreiner Isaak Hug aus Frauenfeld.
Auch der zentral positionierte Taufstein entstand in den Jahren des Kirchenneubaus.
Die Decke ist überzogen von grüngefärbten Stuckaturen des Rokoko. Die Stuckateure sind nicht namentlich überliefert, doch gehörten sie offensichtlich zur Schule der Gebrüder Moosbrugger.
Anlässlich einer Gesamtrenovation in den Jahren 1865/1866 durch Johann Christoph Kunkler erfolgten Veränderungen im Stil der Neorenaissance. Diese wurden bei der Innenrenovation 1969/1970 überwiegend rückgängig gemacht.
Der Boden besteht nun aus Sandsteinplatten. Die farbigen Fenster wurden wieder durch transparent-klare ersetzt. Überbleibsel der Renovation im 19. Jahrhundert ist die Vorhalle mit den rundbogigen Arkaden.

## Orgel
1888 wurde durch die Gebrüder Klingler aus Rorschach eine erste nachreformatorische Orgel eingebaut. Der Kunstschreiner Josef Eigenmann aus Luzern fertigte dazu den neubarocken Prospekt aus Eichenholz.
Die Innenrenovation 1969/1970 beliess die Orgel an ihrem Platz im Chor, lagerte sie aber etwas tiefer, um den Blick auf die filigrane Uhr im Chor freizugeben. Unter Beibehaltung des Gehäuses wurde das Orgelwerk ersetzt durch eine Arbeit der Orgelbaufirma Rieger aus Vorarlberg. Dieses Instrument verfügt über 26 Register auf zwei Manualen und Pedal. 2021 erfolgte eine Revision.

## Glocken
9'000 Pfund wog das Geläut, das 1780 in der Glut der Flammen des Dorfbrands schmolz. Das 1781 vom Glockengiesser Mathis Raghet unter Verwendung einiger Reste des alten Glockenmaterials neugefertigte Geläut im Umfang von vier Glocken wog 9'529 1⁄6 Pfund. Dieses Geläut wurde 1936 durch vier neue Glocken aus Bronze ersetzt, die 1936 in der nahe gelegenen Glockengiesserei Staad entstanden. Es sind
- die «Männerglocke»: Gewicht 4'500 kg, Ton A°
- die «Frauenglocke»: Gewicht 2'600 kg, Ton c′
- die «Vesperglocke»: Gewicht 1'300 kg, Ton e′
- die «Kinderglocke»: Gewicht 700 kg, Ton g′

## Pfarrhaus
Der Plan zu diesem unmittelbar bei der Kirche anliegenden Bau geht zurück auf Jakob Gruber, damals Quartierhauptmann und später Landessäckelmeister. 1781 wurde das Pfarrhaus errichtet. Verantwortlich waren Johannes Klee, Zimmermeister aus Speicher, und Lorenz Eugster, Maurermeister aus Teufen.

## Kirchliche Organisation
Gais ist eine selbständige Kirchgemeinde innerhalb der Evangelisch-reformierten Landeskirche beider Appenzell.

## Nachweise
1. ↑  SRF – Glocken der Heimat: Gais, reformierte Kirche

Koordinaten: 47° 21′ 43,9″ N, 9° 27′ 16,1″ O; CH1903: 752266 / 247661